# Paul James (piłkarz)
Paul John James (ur. 11 listopada 1963 w Cardiff) – kanadyjski piłkarz pochodzenia walijskiego występujący na pozycji pomocnika.

## Kariera klubowa
James karierę rozpoczynał w 1982 roku w klubie Wilfrid Laurier Golden Hawks z uczelni Wilfrid Laurier University. W 1983 roku został graczem zespołu Toronto Blizzard z rozgrywek North American Soccer League (NASL). W 1983 oraz 1984 wywalczył z zespołem wicemistrzostwo rozgrywek NASL. W 1985 roku trafił do meksykanśkiego CF Monterrey. W 1987 roku powrócił do Kanady, gdzie rozpoczął grę dla Hamilton Steelers.
W tym samym roku odszedł do angielskiego Doncaster Rovers, występującego w Third Division. W sezonie 1987/1988 zagrał tam w lidze 8 razy, a jego zespół zajął 24. miejsce w lidze i spadł do Fourth Division. Wówczas James przeniósł się do klubu Ottawa Intrepid, gdzie został grającym trenerem. Potem był zawodnikiem Hamilton Steelers i Toronto Blizzard, a także London Lasers, w którym pełnił rolę grającego trenera. W 1992 roku zakończył karierę piłkarską.
Po zakończeniu kariery był trenerem uczelnianych drużyn Le Moyne College, Niagara University, York Uniersity, a także selekcjonerem kadry Kanady U-20.

## Kariera reprezentacyjna
W reprezentacji Kanady James zadebiutował 6 grudnia 1983 w przegranym 0:5 towarzyskim meczu z Meksykiem. W 1984 roku wystąpił na Letnich Igrzyskach Olimpijskich. 24 października 1984 w przegranym 2:3 towarzyskim meczu z Marokiem strzelił pierwszego gola w trakcie gry w kadrze. W 1986 roku został powołany do kadry na Mistrzostwa Świata. Zagrał na nich we wszystkich meczach swojej drużyny – z Francją (0:1), Węgrami (0:2) oraz Związkiem Radzieckim (0:2), a Kanada odpadła z tamtego turnieju po fazie grupowej. W latach 1983–1993 w drużynie narodowej James rozegrał w sumie 48 spotkań i zdobył 2 bramki.